# Emigrazione italiana in Africa Orientale
L'emigrazione italiana in Africa Orientale fu un fenomeno migratorio avvenuto fra la fine del XIX e la prima metà del XX secolo in conseguenza dell'espansionismo coloniale italiano in quella regione. Tale flusso migratorio toccò il suo apice durante il fascismo in particolare dopo la guerra d'Etiopia con la nascita dell'Impero italiano.

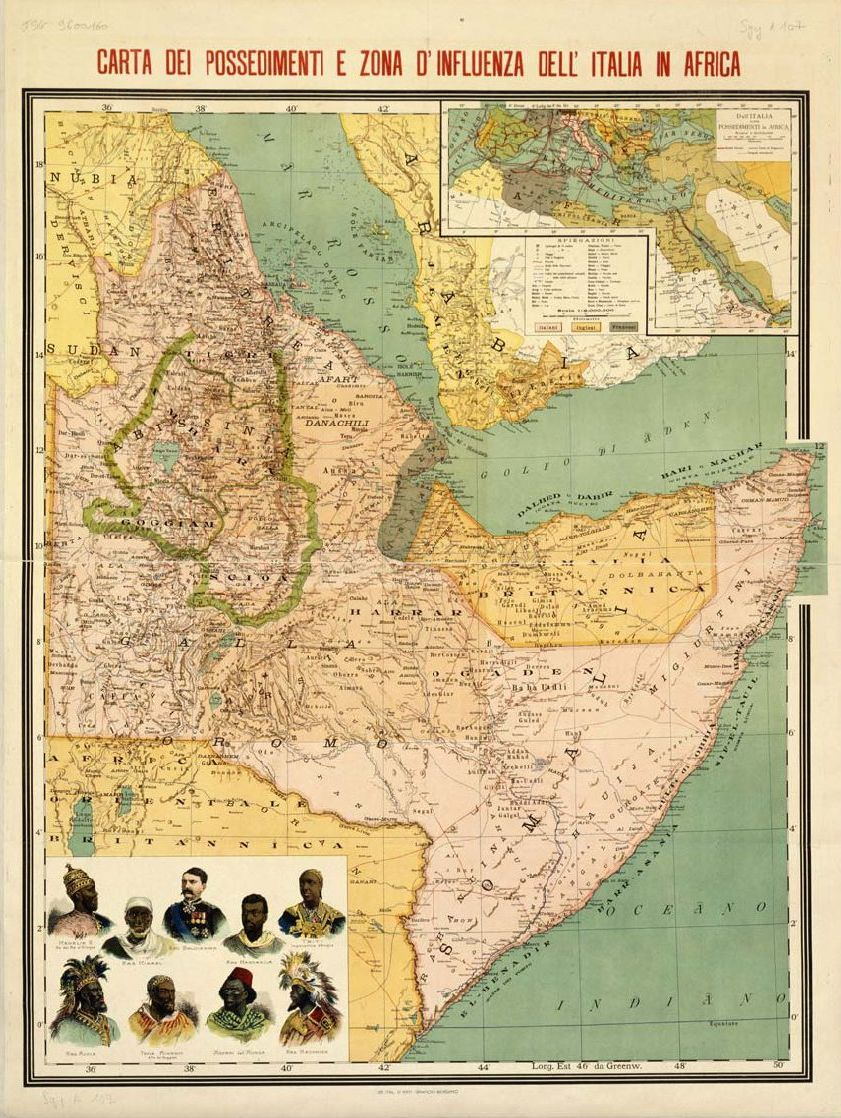
Possedimenti italiani nel 1896 nel Corno d'Africa, includendo il rigettato "Protettorato" abissino e l'area sudanese di Cassala

## I primi esperimenti coloniali dell'Italia liberale
Sul finire dell'800 con l'acquisizione da parte del governo italiano dei possedimenti della Somalia e dell'Eritrea iniziarono le prime migrazioni di italiani verso i neoacquisiti territori africani.
Nel 1890 venne approvato un piano sperimentale di colonizzazione agricola dell'Eritrea. Secondo le intenzioni del governo questo piano avrebbe alleviato il flusso migratorio verso le Americhe di centinaia di migliaia di italiani che in quegli anni solcavano l'Oceano Atlantico in direzione del Brasile, dell'Argentina, dell'Uruguay e degli Stati Uniti. Tuttavia questo tentativo di convogliare l'immigrazione italiana in direzione dei nuovi possedimenti africani si risolse in un fallimento a causa del clima, della mancanza di infrastrutture e dell'impreparazione dei coloni giunti. Dopo la sconfitta di Adua, l'immigrazione italiana nella regione subì un'ulteriore battuta d'arresto. Nel 1905 si contavano in Eritrea circa 4.000 europei, di questi 2.333 erano italiani. Intanto nel 1911 l'Italia acquisì, dopo una guerra contro l'Impero ottomano, la Tripolitania e la Cirenaica incrementando la propria presenza in Africa e sul mar Mediterraneo.
Dopo la prima guerra mondiale si ebbe una timida ripresa dell'emigrazione nelle due colonie più meridionali.

## Durante il fascismo

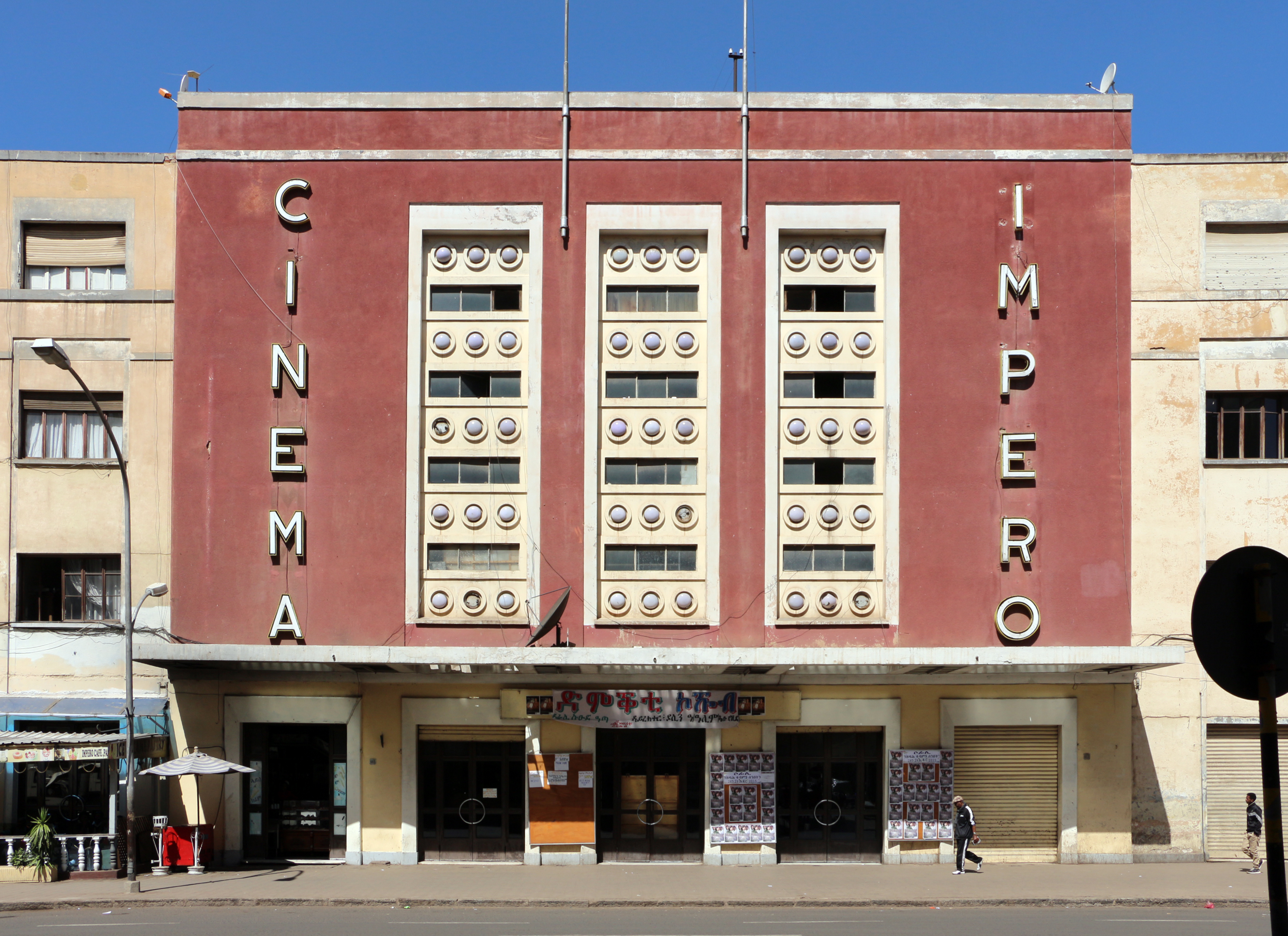
il Cinema Impero di Asmara.

Con l'avvento del fascismo l'emigrazione italiana verso l'Eritrea e la Somalia assunse invece i caratteri di un'immigrazione di massa. In Eritrea in particolare la comunità crebbe fino a raggiungere il 10% della popolazione della colonia con una grande concentrazione nella capitale Asmara, soprannominata la piccola Roma, dove gli italiani costituivano circa la metà della popolazione.
| 1910                                                | ...............1.000 | .............390.000 |
| 1935                                                | ...............3.100 | .............610.000 |
| 1939                                                | .............76.000  | .............740.000 |
| La popolazione italiana in Eritrea dal 1910 al 1939 |                      |                      |

In Somalia la popolazione di origine italiana si stabilì principalmente nella capitale Mogadiscio raggiungendo anche in questo caso quasi la metà della popolazione totale della città. Un importante esperimento di colonizzazione italiana in Somalia è rappresentato dal villaggio agricolo di Villabruzzi fondato nel 1920 da Luigi Amedeo di Savoia-Aosta che attirò nel corso degli anni centinaia di famiglie italiane.
Nel 1936, successivamente alla vittoriosa seconda guerra italo-etiopica e alla proclamazione dell'impero, il regime fascista avviò un programma di colonizzazione dei nuovi possedimenti. Secondo la visione di Mussolini il nuovo impero non doveva essere di tipo esclusivamente commerciale o di sfruttamento ma anche e soprattutto di popolamento; grazie all'afflusso in massa di contadini, operai, commercianti, imprenditori ecc., che avrebbero importato nelle nuove terre appena conquistate tutti gli "aspetti civilizzatori" dalla madrepatria, si sarebbe venuta a creare così una nuova Italia d'oltremare.
L'ideologia fascista auspicava che nei territori africani si formasse un nuovo tipo di italiano degno erede del "colono romano" e "perfetto fascista". Il fascismo inoltre prevedeva che le qualità del colonizzatore italiano unite al suo alto tasso di fertilità avrebbero via via soppiantato la popolazione indigena, considerata "inferiore", che venne sottoposta ad un regime di segregazione razziale in seguito della promulgazioni delle leggi razziali come è evidente anche dai vari interventi urbanistici dell'epoca che prevedevano quartieri separati per la popolazione di colore e quella di origine italiana, in tal senso si può citare il caso del piano regolatore di Addis Abeba del 1938.
Al volgere degli anni trenta il numero di coloni presenti stabilmente in Etiopia ammontava a circa 35.000 individui, principalmente di sesso maschile, a cui vanno aggiunti circa altri 200.000 italiani che giunsero in Africa per la costruzione delle infrastrutture. Di questi la maggior parte proveniva dall'Italia settentrionale (con una prevalenza di veneti ed emilano-romagnoli) seguita da quella meridionale e insulare (in maggioranza siciliani, campani e pugliesi) e in minor misura dall'Italia centrale.

## Dopo la seconda guerra mondiale
L'Africa Orientale Italiana venne interamente occupata dall'esercito britannico nel corso della seconda guerra mondiale, dopo l'effimera invasione italiana della Somalia Britannica nel 1940. Con la caduta del fascismo e la sconfitta dell'Italia, a cui fece seguito il processo di decolonizzazione del continente africano, il numero di italiani in Africa Orientale si ridusse drasticamente. Oggi solo pochi discendenti dei coloni italiani vivono ancora nelle principali aree metropolitane della regione.